# شهيد كبير
شهيد كبير (بالإنجليزية: Shahid Kabir)‏ هو شاعر هندي، ولد في 1 مايو 1932 في ناغبور في الهند، وتوفي في 11 مايو 2001.

## وصلات خارجية
- شهيد كبير على موقع IMDb (الإنجليزية)